# Leijonwall
Leijonwall; adelssläkt ursprungligen från Västergötland, adlad 1689, introducerad 29 maj samma år på Riddarhuset som nr 1017. Adelsprivilegier gavs av Karl XI till kaptenen Lars Stare (f. 1623, d. 1697, g m Helena Örnevinge) för tjänstgöring och utmärkelser under Gustav II Adolf och 30-åriga kriget, sannolikt som ett led i konungens maktsträvanden gentemot den då dominerande äldre riddarhusadeln, vilket möjliggjorde den senare reduktionen. Ätten utvandrad under första delen av 1700-talet, återförd till Sverige men aldrig återintroducerad.